# Heinrich VI. von der Neersen
Heinrich VI. von der Neersen (* zwischen 1397 und 1407; † spätestens 1487) war ein niederrheinischer Ritter, ab 1438 Erbvogt von Neersen, Anrath und Uerdingen sowie 1468 bis 1475 Pfandherr von Oedt. Er war der letzte männliche Angehörige des Adelsgeschlechtes von der Neersen.

## Leben
Er war der ältere Sohn von Heinrich V., Erbvogt von der Neersen, Anrath und Uerdingen, Burgherr von Holzbüttgen und dessen erster Gattin Johanna von Hochsteden.
1422 übereignete er, zusammen mit seinem Vater Heinrich V. und seinem jüngeren Bruder Johann (Hans), der St. Sebastianus Bruderschaft in Neuss ein Haus in der Niederstraße in Neuss.
Als sein Vater um 1438 starb, erbte er die väterliche Burg Neersen, sowie die Vogteien Neersen, Anrath und Uerdingen. Seine Ämter und Titel scheinen auch von seiner Stiefmutter aus Heinrichs V. zweiter Ehe, Jutta von Hüls, beansprucht und vorübergehend usurpiert worden zu sein, jedenfalls führte deren zweiter Ehegatte Johann von Hoemen, Amtmann von Linn, ab 1439 Heinrichs Titel, ohne in der weiteren Erbfolge eine Rolle zu spielen.
Ab 1468 war er auch Pfandherr des Amtes Oedt, einschließlich der dortigen Burg. Die Pfandschaft wurde 1475 vom Erzbischof Ruprecht von Köln abgelöst und an den Junggrafen Johann von Salm, Herr zu Reifferscheid, übergeben. Die zu diesem Anlass gefertigte Urkunde ist der letzte urkundliche Beleg für Heinrich V.; er starb spätestens 1487. Da er nur Töchter hinterließ, erlosch sein Adelsgeschlecht mit ihm. Sein Erbe fiel an seine Halbschwester Agnes von der Neersen, deren Ehemann Thonis von Palant 1487 aus ihrem Recht mit den Vogteien belehnt wurde.

## Ehen und Nachkommen
Er heiratete in erster Ehe Wilhelmine von Wachtendonk. Mit ihr hatte er eine Tochter:
- Katharina, ⚭ Lutter von Stammheim zu Berg († 1514)

Nach dem Tod seiner ersten Gattin heiratete er Eva Grüters. Mit ihr hatte er drei Töchter.